# ジャイマ山

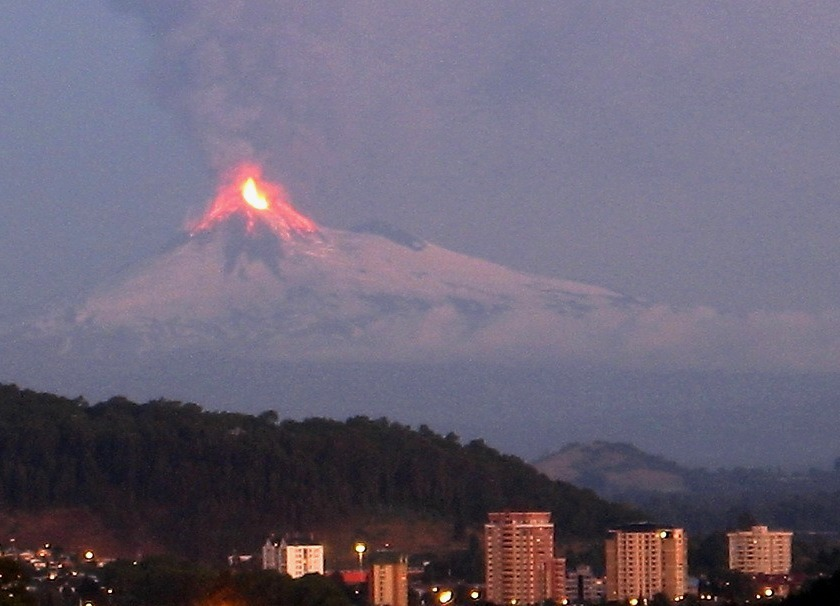
2008年1月1日の噴火

ジャイマ（英：Llaima）は、チリ南部にある活火山。標高は3,125m。

## 概要
チリにある火山で最も活発な火山の一つであり、頻繁に中程度の噴火をおこす。17世紀に噴火の記録があって以来、これまでにおよそ60回噴火している。山頂に火口が2つあるのが特徴。最近は2009年4月5日に噴火している。

## 主な噴火歴

### 2008年の噴火
- 1月1日、1994年以来13年ぶりに噴火。火口から溶岩が流れた。近隣住民約150人が避難した[1]。
- 2月5日、噴火。近隣住民約20人避難。[2]
- 7月1日、噴火。溶岩を流出。翌2日も溶岩を流出させ、周辺住民に避難命令を発令。また、スキー場にいた人全員も避難した。政府は、この溶岩流出により積雪が溶けて土石流などが発生するとして、ジャイマ山周辺約15kmを立ち入り禁止にした[3]。
また、この噴火の約2カ月前には同じチリ国内にある火山、チャイテン山が大噴火を起こしている。
- 7月10日、早朝に大きな噴火。近隣の6つの地域に非常警報を発令[4]。

### 2009年の噴火
- 4月4日、噴火。周辺8地区の住民約70人に避難命令が出される[5]。